# Atelco

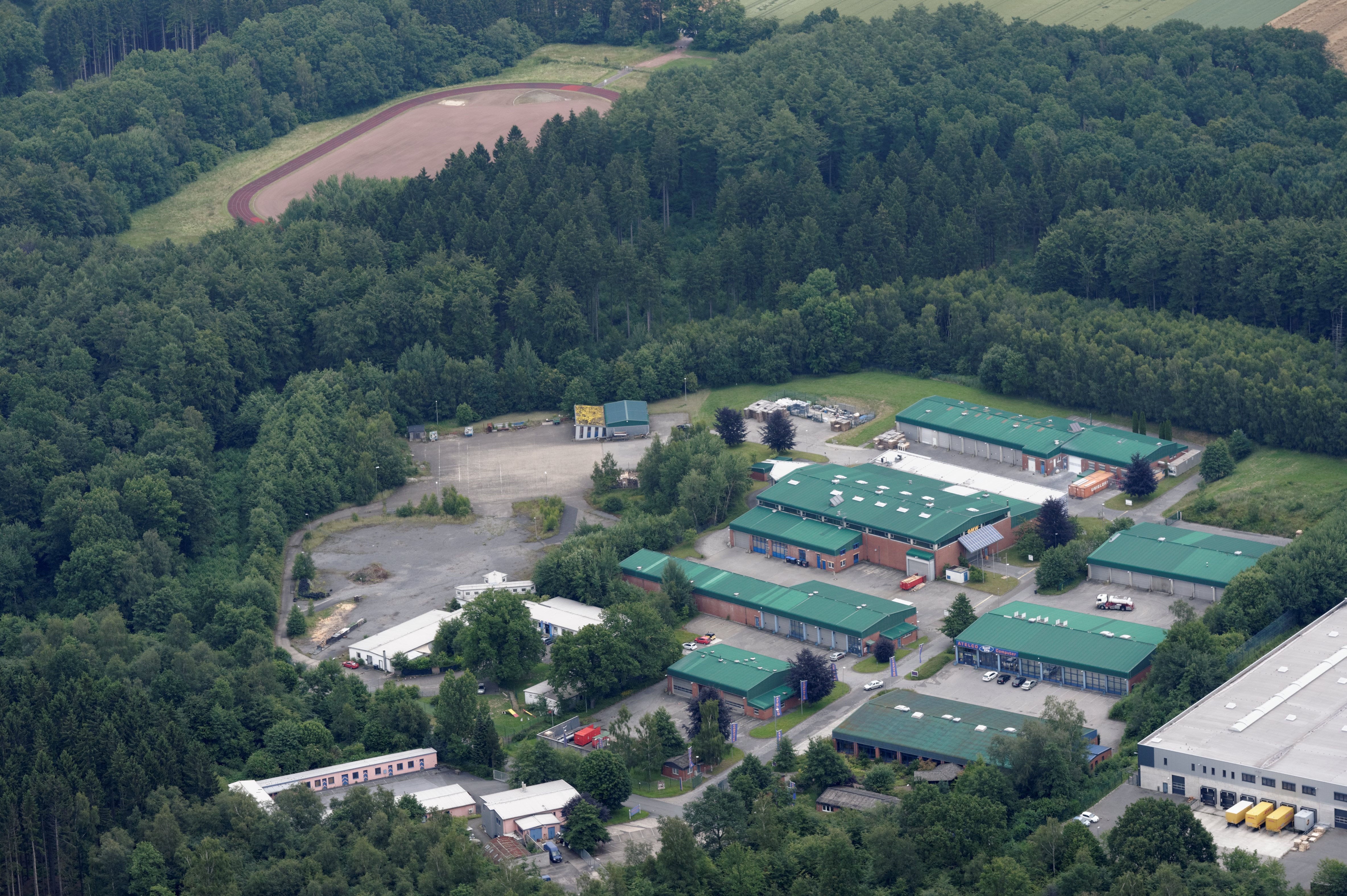
Atelco-Hauptsitz in Möhnesee

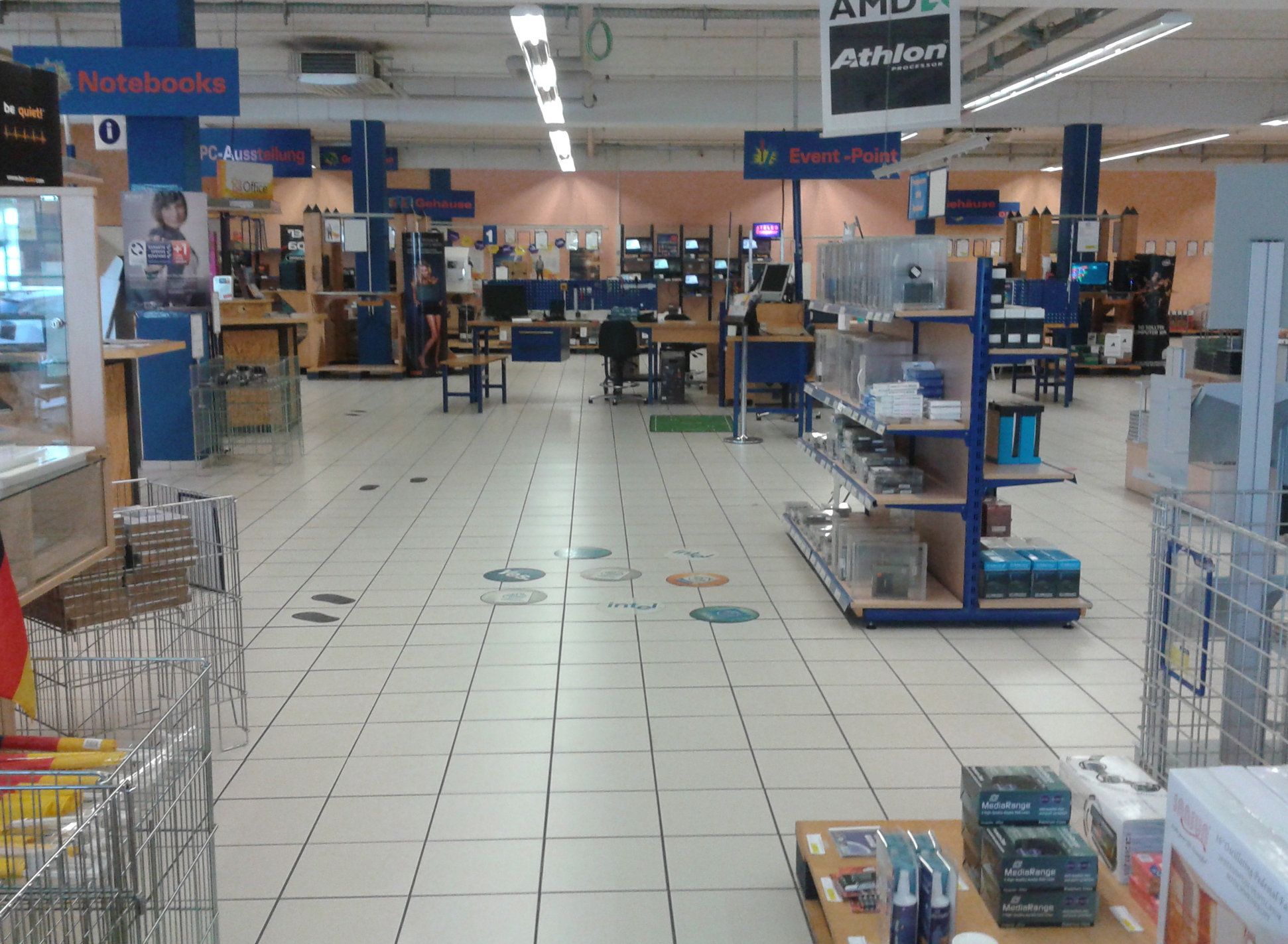
Atelco-Filiale in Mannheim

Die Atelco Computer AG war ein 1988 gegründetes deutsches Groß- und Einzelhandelsunternehmen für Computer-Unterhaltungselektronik und elektronische Datenverarbeitung mit Sitz in Möhnesee (NRW). Es vertrieb sein Sortiment durch die Atelco Computer Event GmbH in Filialen in Deutschland und in einem Onlineshop sowie über andere Anbieter. Das Unternehmen bot auch telefonische Beratungen und Reparaturleistungen vor Ort an. Es wurde 2016 aufgelöst.

## Geschichte

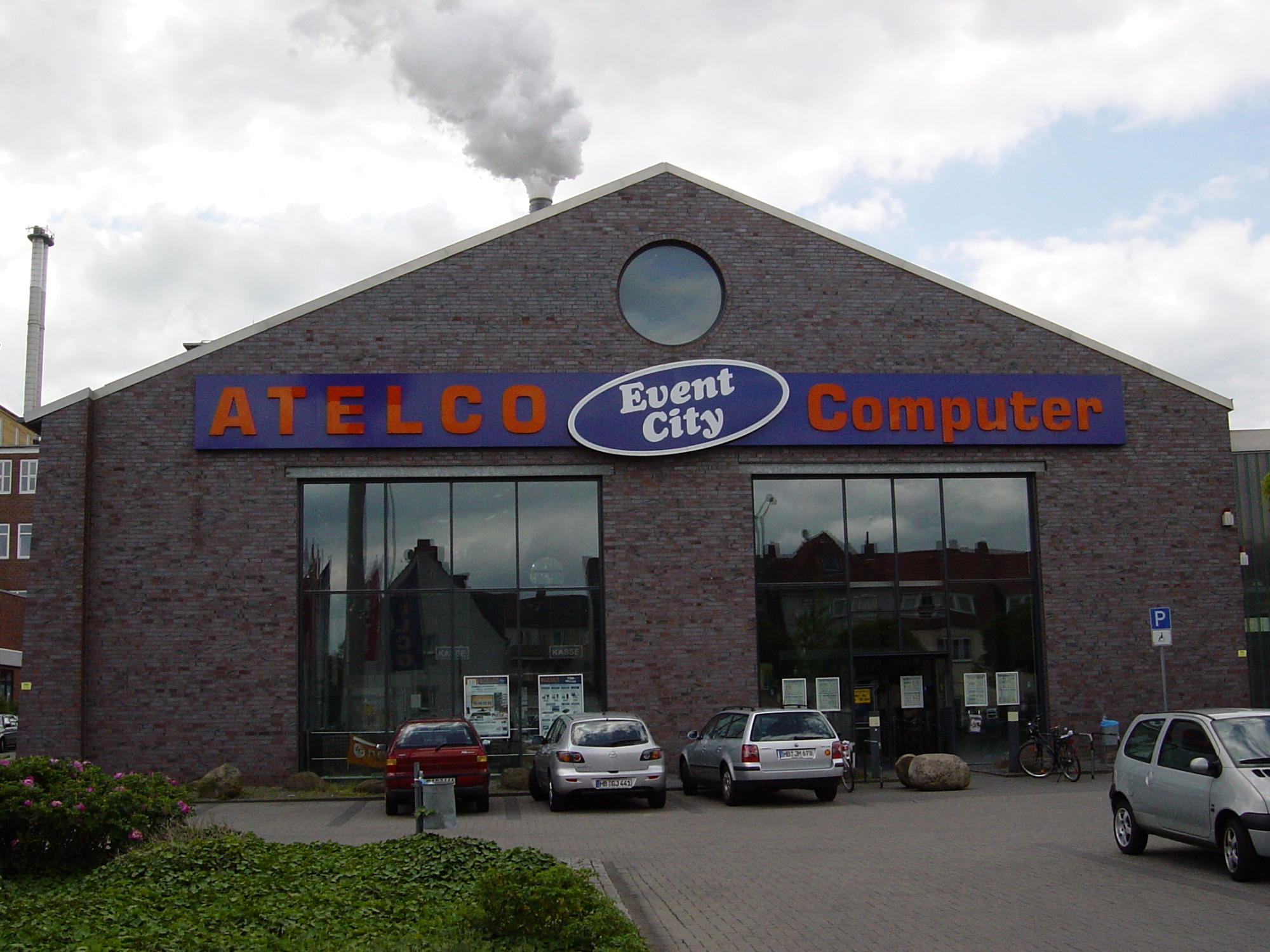
Atelco-Filiale in Bremen

Das Unternehmen wurde ursprünglich 1988 in Essen unter dem Namen Atelco Communications-Vertriebs GmbH gegründet. 1992 wurde der Sitz nach Möhnesee verlegt. Danach erfolgte eine Umstrukturierung vom Ladengeschäft zu einem Computerhändler mit umfangreichem Filialnetz und Versandhandel sowie die Gründung der Atelco Computer AG.
Das operative Ergebnis zeigte 2012/2013 einen Verlust von 2 Millionen Euro, 2013/2014 2,4 Millionen Euro. Im Mai 2015 wurde ein Umstrukturierungsplan zur Rettung des Unternehmens verabschiedet, der jedoch nicht mehr griff.
Beim Stellen des Insolvenzantrages im Juli 2015 hatte Atelco 22 Filialen und 484 Mitarbeiter.
Am 23. Juli 2015 wurde vor dem Amtsgericht Arnsberg das Insolvenzverfahren eröffnet, das mit der teilweisen Übernahme – zum Herbst 2015 und zum 1. März 2016 – durch die K&M Computer  GmbH & Co. KG, ein Unternehmen der Bora Computer Gruppe, zu Ende ging.
Insgesamt elf Filialen mit 100 Mitarbeitern wurden in K&M Computer umbenannt und sollten den Betrieb in Zukunft weiter fortführen können. Das Unternehmen Atelco Computer AG und der Firmensitz in Möhnesee wurden endgültig aufgelöst.
Atelco hielt in seinen Filialen jeweils mehrere Werkbänke bereit, an denen komplette PCs oder einzelne Hardwareteile, im Beisein der jeweiligen Kunden, zusammengebaut bzw. eingebaut wurden. Diese Art der Live-Montage war eine Besonderheit von Atelco unter den damaligen Computer-Anbietern.

## Ehemalige Tochtergesellschaften
Kunden- und Vertriebsgesellschaften
- Atelco Computer Event GmbH (Möhnesee)
- hwv hardwareversand.de GmbH (Möhnesee)
- anobo.de Deutschland GmbH (Bochum)
- AV-Electronix GmbH (Duisburg)

Firmeneigene Dienstleister für die Tochtergesellschaften
- AMARIS Software Entwicklungsgesellschaft mbH (Möhnesee)
- Just in Time Logistics GmbH (Möhnesee)
- Atelco Immobilien GmbH & Co. KG (Möhnesee)